# Vicariat apostolique d'Unyanyembe
Le vicariat apostolique d'Ounyanyembé ou Unyanyembé (Vicariatus Apostolicus Unianyembensis) est un vicariat apostolique qui exista en Afrique orientale allemande (puis au Tanganyika) de 1887 à 1925 avant de devenir le diocèse de Tabora.

## Fondation
Il est séparé du vicariat apostolique du Victoria Nyanza septentrional par un décret de la Propaganda Fide du 30 décembre 1886. Ses limites, telles qu'elles sont fixées au 10 décembre 1895, sont les suivantes :
- Nord - vicariat apostolique du Victoria Nyanza méridional
- Est - ligne du Lac Manjara (36°E.) le long des montagnes du nord-ouest d'Ougago
- Sud - limite nord d'Oujanzi, Ougetta, Ouvenza et Oujiji
- Ouest - lac Tanganyika et la frontière orientale de l'État libre du Congo, jusqu'au village de Ruanda.

## Histoire
Ce territoire est d'abord inclus dans le vicariat apostolique du Tanganyika (en) confié par Léon XIII à la Société des missions africaines de Mgr Lavigerie. En 1897, le R.P. Ganachan des Pères blancs pénètre dans cette région inexplorée et installe un poste à Tabora, mais sans succès.  Deux ans plus tard, le R.P. Guillet réussit à s'y implanter et ouvre un orphelinat, mais qui est transféré peu après à Kipalapala distant d'une lieue. En 1884, le R.P. Lourdel s'installe à Djiue-la-Singa, mais le poste est abandonné le 13 mars 1885. Le 11 janvier 1887, la mission d'Ounyanyembé est séparée du Tanganyika, avec le R.P. Ludovic Girault comme supérieur du provicariat. Le 23 août 1887, Mgr Charbonnier est consacré évêque dans la chapelle de l'orphelinat de Kipalapala par Mgr Livinhac, vicaire apostolique du Victoria Nyanza, et futur supérieur général de la Société. C'est la première consécration d'un évêque en Afrique équatoriale.
La mission de Kipalapala est détruite par les indigènes en 1889, mais elle est restaurée deux ans plus tard, et une autre est ouverte à Ouchirombo. Cinq religieuses missionnaires de Notre-Dame d'Afrique arrivent en 1897 à Ouchirombo. En 1900, il y avait 20 prêtres dans cette mission avec 6 religieuses, 49 catéchistes, 1 842 néophytes, 6 000 catéchumènes et 150 enfants scolarisés. Le scientifique allemand, de confession protestante, Richard Kandt, est tellement impressionné par le bon travail des missionnaires, qu'il propose au vicaire apostolique de fonder une école et un hôpital dans son domaine de Tabora.
Le premier vicaire apostolique, Mgr François Gerboin, toujours de la Société des missions africaines, né en 1847, et consacré évêque in partibus de Thuburbo Minus en 1897, résidait à Ouchirombo.

## Statistiques de la Mission en 1905
- 33 prêtres
- 7 frères coadjuteurs
- 6 religieuses
- 72 catéchistes
- 26 écoles pour un total de 966 élèves
- 11 établissements de soins et hôpitaux
- 5 léproseries
- 17 orphelinats avec 325 enfants sauvés de l'esclavage islamiste
- 3 000 000 païens
- 678 catholiques
- 2 889 catéchumènes.